# Stadion Junactwa w Osipowiczach
Stadion Junactwa – stadion piłkarski w Osipowiczach, na Białorusi. Obiekt może pomieścić 1300 widzów. Swoje spotkania rozgrywają na nim piłkarze klubu FK Osipowicze (w sezonie 1999 obiekt gościł rozgrywki białoruskiej ekstraklasy z udziałem tego zespołu).